# Pamětní medaile dělostřelectva čs. vojska na Rusi
Pamětní medaile dělostřelectva čs. vojska na Rusi, je pamětní medaile, která byla založena v roce 1947 při příležitosti oslav 30. výročí založení této vojenské jednotky.
Medaile je ražena z bronzu.